# Konference o užití esperanta ve vědě a technice
| Esperanto |  |
| |  |
| Jazyk |  |
| |  |
| - Akademie esperanta - Gramatika - Slovníky - Esperantologie - Abeceda - Číslovky - Fundamento - lernu! - Letní škola esperanta                                                                             |  |
| |  |
| Organizace |  |
| |  |
| - UEA - TEJO - E@I - EEU - SAT - Český esperantský svaz - Česká esperantská mládež - Esperantské kluby - Katolíci                                                                                           |  |
| |  |
| Dějiny |  |
| |  |
| - Ludvík Lazar Zamenhof - Časová osa - Buloňská deklarace - Ido-schizma - Krize ata/ita - Neutrální Moresnet - Interhelpo - Pražský manifest - Bona Espero - Esperantské město                              |  |
| |  |
| Kultura |  |
| |  |
| - Esperantská setkání - Pasporta Servo - Hudba - Rozhlas - Finvenkismus - Homaranismus - Kabei - Politika - La Espero - Stelo - Symboly (vlajka) - UK - IJK - Esperantista - Rodilí mluvčí - Zamenhofův den |  |
| |  |
| Literatura |  |
| |  |
| - Autoři - Esperantské časopisy - Esperantské slovníky - PIV - Wikipedie - KAEST |  |
| |  |
| Úhly pohledu |  |
| |  |
| - Propedeutická hodnota - Srovnání s idem - Srovnání s interlinguou - Reformy - Odpor vůči esperantu |  |

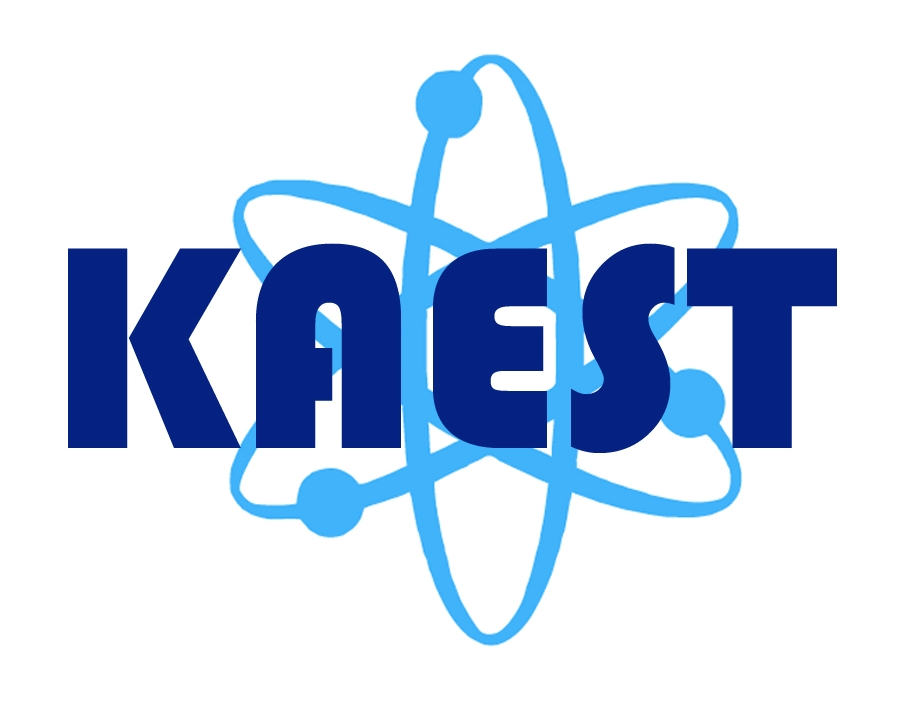
Logo konference KAEST.

Konference o užití esperanta ve vědě a technice (v esperantu Konferenco pri Aplikoj de Esperanto en Scienco kaj Tekniko; krátce KAEST) je série seminářů a konferencí praktikujících vědecko-technické využití jazyka esperanto, probíhajících v někdejším Československu a dnešním Česku a Slovensku. Mezi roky 1978 a 1989 konferenci organizovala vědeckotechnická sekce organizací československých esperantistů, tehdy pod zkratkovými názvy AEST či SAEST (Seminario pri Apliko de Esperanto en Scienco kaj Tekniko, tedy „Seminář o užití esperanta ve vědě a technice“). Po přestávce v pořádání konferencí od roku 1998 pokračoval Český esperantský svaz ve spolupráci s agenturou KAVA-PECH. Od roku 2010 převzala pořádání konference na starost organizace E@I.

## Seznam ročníků
1. AEST 1978, Žilina: (bez zvláštního tématu)
2. SAEST 1980, Ústí nad Labem: Životní prostředí dnes a zítra. Problémy odborného jazyka a překladu
3. AEST 1981, Žilina: Využití počítačů
4. SAEST 1982, České Budějovice: Energie - celosvětový problém. Problémy odborného jazyka a překladu
5. SAEST 1984, Brno: Perspektivy světové produkce výživy. Problémy odborného jazyka a překladu
6. AEST 1988, Poprad: Racionalizace ve vědě a technice
7. SAEST 1989, Strážnice: Železniční doprava
8. KAEST 1998, Praha: Moderní prostředky komunikace. Terminologické problémy
9. KAEST 2000, Praha: Odborná užití esperanta. Hospodářství na prahu třetího tisíciletí
10. KAEST 2002 (8. až 10. listopadu), Dobřichovice: Odborné studie v esperantu. Elektronické prostředky.
11. KAEST 2004, Dobřichovice: Odborně o esperantu a esperantem o vědě
12. KAEST 2006, Dobřichovice: Jazyk a internet a jiné studie
13. KAEST 2008, Dobřichovice: (bez zvláštního tématu)
14. KAEST 2010 (18. až 21. listopadu), Modra: Moderní technologie pro esperanto
15. KAEST 2012 (15. až 18. listopadu), Modra: Moderní vzdělávací metody a technologie
16. KAEST 2014 (13. až 16. listopadu), Modra: Archivy a knihovny – jak chránit a zachovat naše dědictví
17. KAEST 2016 (17. až 20. listopadu), Modra: Výhody a nástrahy moderní komunikace
18. KAEST 2018 (18. až 20. října), Modra: Vývoj paradigmat ve vědě a technice
19. KAEST 2020 (1. až 4. října), online: Věda a technika jako prostředky pro uskutečnění udržitelného rozvoje
20. KAEST 2024 (7. až 10. listopadu), Žilina: Esperanto a výuka jazyků v éře umělé inteligence a virtuální reality

## Jednotlivé ročníky

### KAEST 2002
Během konference KAEST 2002 přednášel Chuck Smith v rámci svého přednáškového turné po Evropě na téma „Wikipedie: Mnohojazyčná internetová encyklopedie“ (v esperantském originále „Vikipedio - multlingva reta enciklopedio“) s úmyslem popularizovat Esperantskou Wikipedii, která tehdy nebyla ani rok stará. To dalo přítomnému českému esperantistovi Miroslavu Malovcovi impulz k založení České Wikipedie, jejíž první uživatelské rozhraní přeložil do češtiny právě z esperanta za pomoci Chucka Smithe.

### KAEST 2004
Během konference KAEST 2004 se uskutečnilo 11 přednášek, vždy následovaných diskuzí. Přednášeli Marc Bavant a Otto Haszpra (členové Akademie Esperanta), Wera a Detlev Blanke, Jan Werner, Miroslav Malovec, Rüdiger Sachs, Božidar Leonov, Heinz Hoffmann, Martin Minich a Josef Hron. Bylo představeno několik projektů.

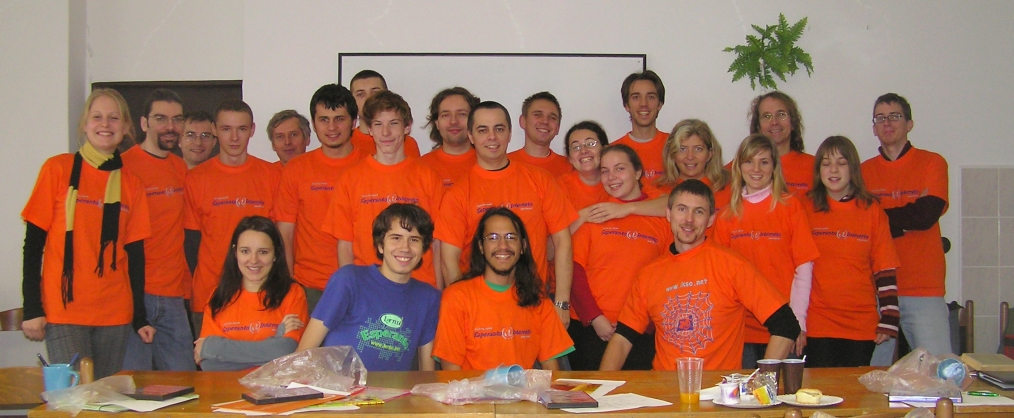
Účastníci semináře E@I v Brně, kteří se poté zúčastnili KAESTu 2006.

### KAEST 2006
Konference KAEST 2006 sdílela své téma s týdenním školicím seminářem „Jazyky na internetu“ uspořádaným bezprostředně před konferencí v Brně organizací E@I ve spolupráci s Českou esperantskou mládeží. Účastníci tohoto semináře, především mladí lidé, poté navštívili také KAEST a někteří z nich tam přednášeli (Peter Baláž, Marek Blahuš, Viliam Búr, Alla Kudryashova, Clayton Smith).

### KAEST 2008
Na konferenci KAEST 2008 prezentoval mj. Francesco Maurelli projekt autonomního podmořského robota. O jeho aktivitách posléze v češtině informoval Český rozhlas.

### KAEST 2010

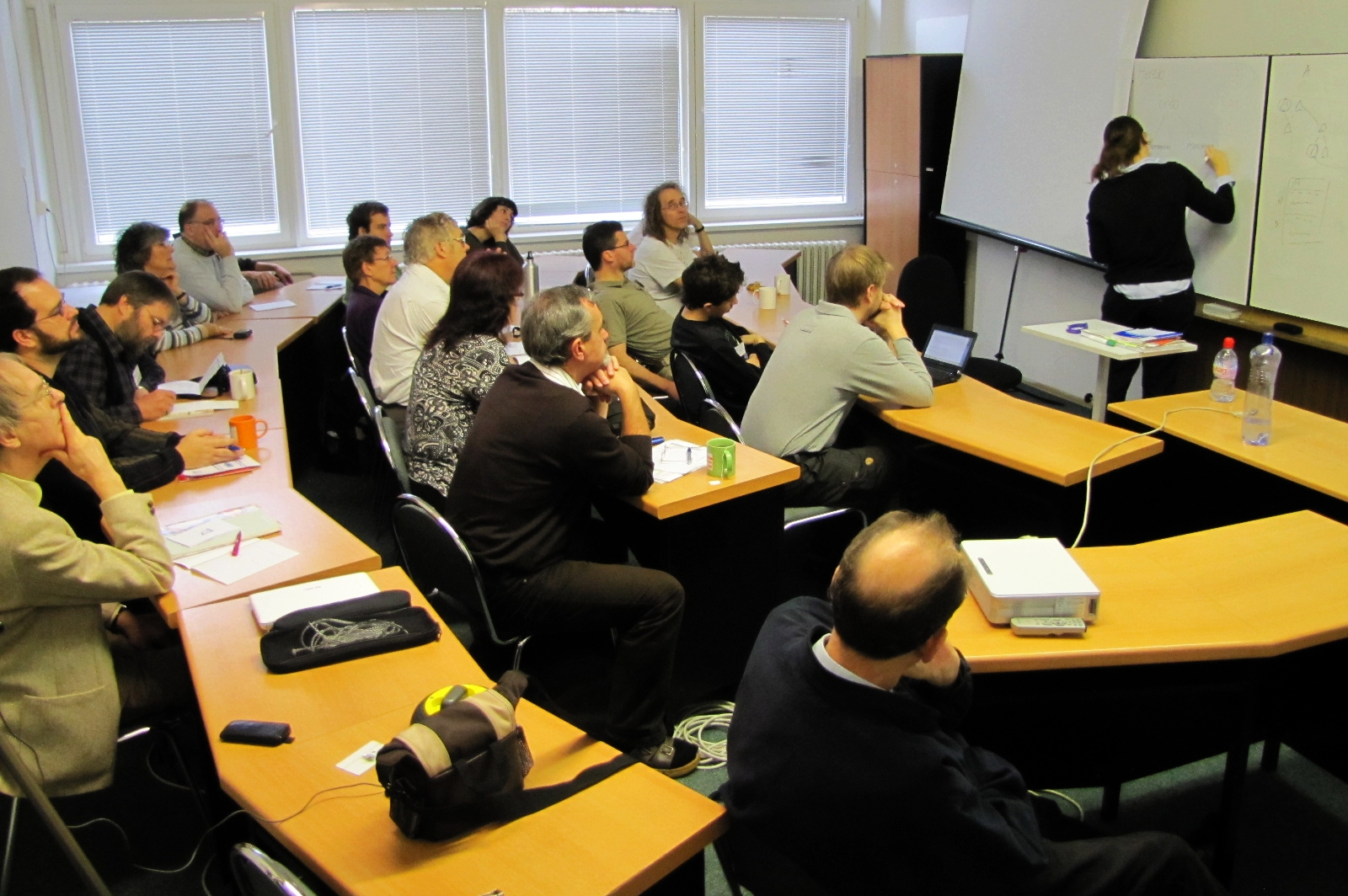
Mélanie Maradan (Švýcarsko) přednáší o terminologii během KAESTu 2010.

Konference KAEST 2010, poprvé pořádaná organizací E@I, se po 22 letech vrátila na Slovensko (konala se v městečku Modra-Harmónia) a hostila 52 účastníků z 15 zemí. Ve čtvrtek večer po příjezdu proběhlo slavnostní zahájení, seznamovací večer, degustace vína a společný zpěv. V pátek dopoledne proběhl seminář o Wikipedii a výlet na hrad Červený Kameň, odpoledne počítačový ateliér a už jedna z přednášek. Následně představil Petr Chrdle dosavadní historii akcí KAEST a SAEST a představila se také E@I a její činnost. Večer proběhla prezentace systému strojového překladu z angličtiny do esperanta WikiTrans, filmů z TED a esperantských webových stránek. V sobotu během dne a v neděli do oběda se odvíjel hlavní přednáškový program, rozdělený do dvou souběžných bloků. V sobotu večer proběhlo zasedání mezinárodní vědecké esperantistické asociace ISAE, byl promítnut film o Jánu Maliarikovi, slovenském evangelickém faráři, a proběhl zpěv lidových písní. Setkání skončilo v neděli po obědě výletem do Bratislavy.
Během konference KAEST 2010 se uskutečnilo 34 přednášek. Použité prezentace organizátoři zpřístupnili na internetu a v červenci 2011 vyšel také sborník (digitálně i knižně) plných textů přednášek (323 stran). Z několika přednášek byla také pořízena videonahrávka. Přednášelo následujících 27 osob: Hèctor Alòs i Font, Peter Baláž, Eckhard Bick, Marek Blahuš, Detlev Blanke, Wera Blanke, Iván Bujdosó, Petr Chrdle, Marcos Cramer, Bart Demeyere, Zbigniew Galor, Sean Healy, Konstantin Chlyzov, Ilona Koutny, Mélanie Maradan, Stano Marček, Francesco Maurelli, Johannes Mueller, Jan Uldal Niemann, Jacob Nordfalk, Katarína Nosková, Konstantin Obraztsov, Stefan Panka, Sonja Petrović Lundberg, Barbara Pietrzak, Ján Vajs, Toon Witkam.
Po konferenci KAEST 2010 proběhlo na tomtéž místě a za účasti některých ze zůstavších účastníků konference samostatné počítačově-lingvistické kolokvium, které trvalo do pondělního večera.

### KAEST 2012
KAEST 2012 se uskutečnil od 15. do 18. listopadu 2012 v Modre-Harmónii na Slovensku, obdobně jako KAEST 2010. Ve spolupráci s Wikimedií Slovenská republika v jeho rámci proběhlo wikipedistické školení pro začátečníky a pokročilé.